# الذنيبة (الأردن)
الذنيبة هي مدينة تقع في محافظة عمان شمال الأردن.